# ヒメドジョウ
ヒメドジョウ(姫泥鰌、学名：Lefua costata)は、コイ目ドジョウ科の淡水魚である。

## 分布
朝鮮半島、中国北部、極東ロシア(沿海州を除く)、モンゴルに分布する。日本では国外外来種として埼玉県、山梨県、静岡県、長野県、富山県、和歌山県などで定着している。

## 形態
体長は通常5-7cm。体形はドジョウより寸詰まりで、体の後半部はよく側偏する。体色は黄褐色で、体側には目の後ろから尾鰭前半部にかけて一本の細い縦帯が入る。背面と尾鰭には小黒斑が散在する(欠くこともある)。ヒゲは8本。

## 生態
湖沼の浅場や水田の溝、流れの緩やかな用水路などに棲息し、個体数は多い。水中を数匹で連なってふらふらと遊泳するほか、水草に体を寄りかからせたり、水草の根元の土中に潜んでいることもある。早朝まではほとんどが物陰に隠れており、発見は難しいが、水温の上昇とともに泳ぎ出し、多数の個体を目視できるようになる。
肉食性で、水生昆虫、ミミズ、ミズムシ(甲殻類)、ミジンコなどを貪欲に捕食する。飼育下ではよく人に慣れ、指先を水に入れると集団で吸い付いてくる。
繁殖期は4-6月で、5月がピークである。早朝、物陰から泳ぎ出たメスの後ろを複数のオスが追尾する。メスはオスの一団を従えながら長距離(1-10ｍ)を遊泳したのち、水深3-10cmの浅場に移動し、雌雄で激しく体を絡ませながら産卵する。卵は直径1mmで、弱い粘着性をもつ。

## 性差
雌雄の判別は容易で、体側の縦帯がきわめて明瞭なのがオス、淡く不明瞭なのがメスである。また、メスは最大8-9cmに達するが、オスは最大でも7cmほどである。オスの方が各鰭が大きい傾向にある。

## 近縁種

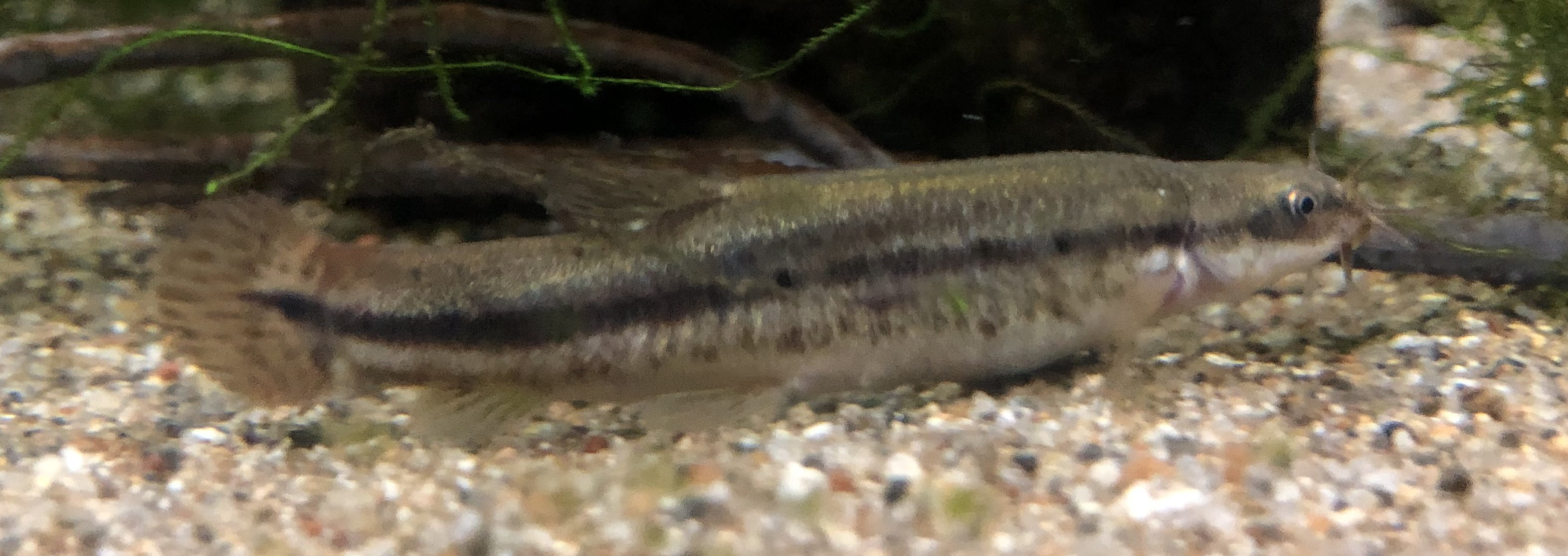
エゾホトケドジョウ

北海道に自然分布するエゾホトケドジョウは、体側に縦帯を備え、本種と酷似するが、エゾホトケドジョウのほうが鱗がやや大きく、体形がやや太短い。
また、本種のメスの中には模様のほとんど出現しない個体がおり、そうした個体はホトケドジョウに類似する。
豆満江以北の沿海州一帯には、本種に酷似したイチモジドジョウ L. pleskei が分布している。イチモジドジョウは本種よりやや細長い。